# Hondurasi fehér denevér
A hondurasi fehér denevér vagy más néven a karibi fehér sátorgyártó denevér (Ectophylla alba) az emlősök (Mammalia) osztályába, az Eutheria csoportjába, a denevérek (Chiroptera) rendjébe, a hártyásorrú denevérek (Phyllostomidae) családjába, ezen belül az Ectophylla nembe tartozó állatfaj. Az Ectophylla alba az egyetlen faj az Ectophylla nemben.

## Előfordulása

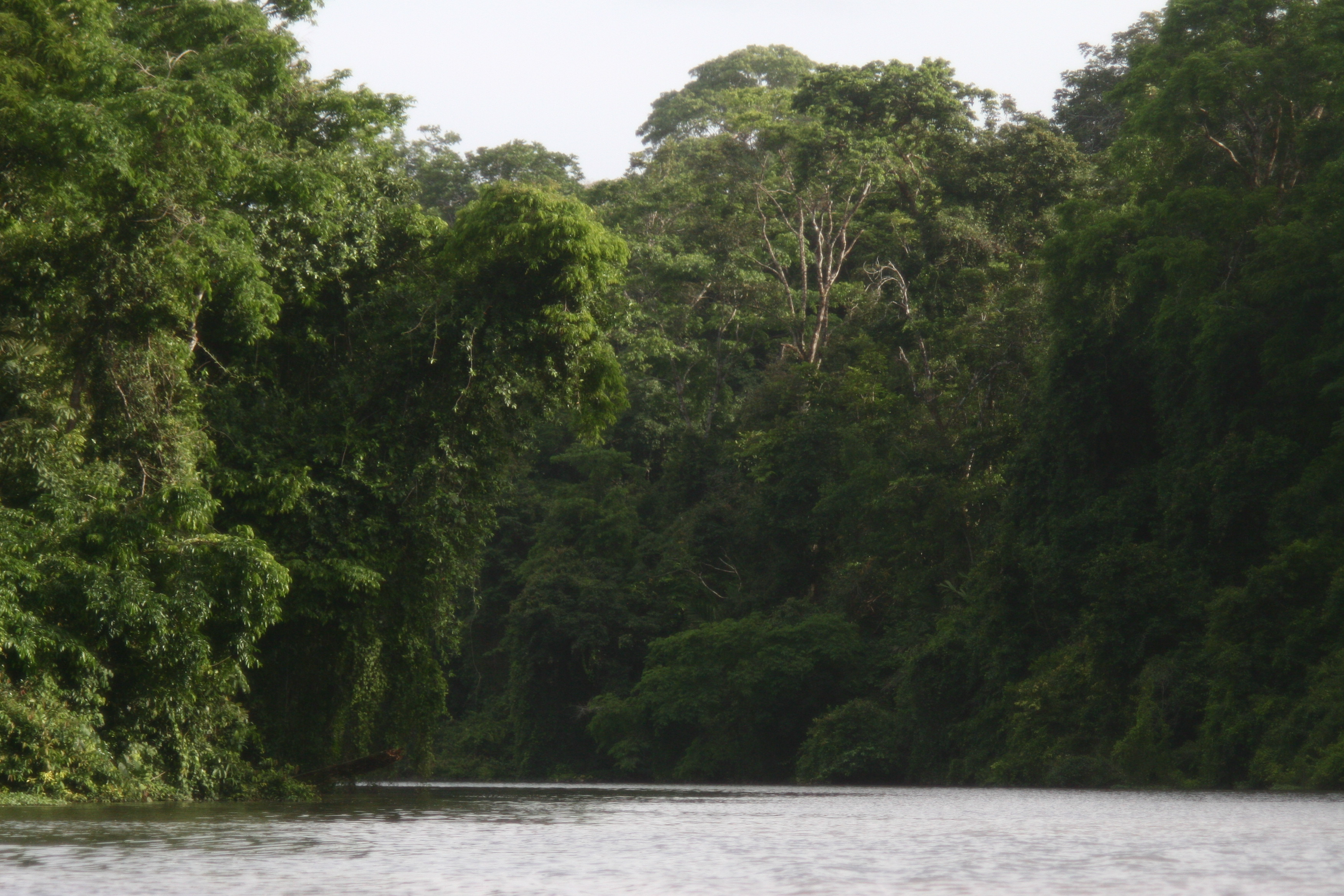
Tortuguero Nemzeti Park erdeje: a nemzeti park nagy részét örökzöld erdők teszik ki, ezért sok egyed él itt

Nevéhez híven a Honduras területein él, de a Közép-Amerikai Costa-Ricában, Nicaraguában, illetve Panamában is őshonos. A hondurasi fehér denevér az egyetlen olyan hártyásorrú denevér faj, mely egy endemikus élőlény (de már találtak Dél-Amerikában előfordult egyedeket is). Elterjedési területe 0–700 méter tengerszint feletti magasságot ölel fel. Előnyben részesíti a nedves örökzöld erdőket és az olyan erdőket, amelyek ki tudják elégíteni sajátos tartózkodási és táplálkozási igényeit.

## Leírása

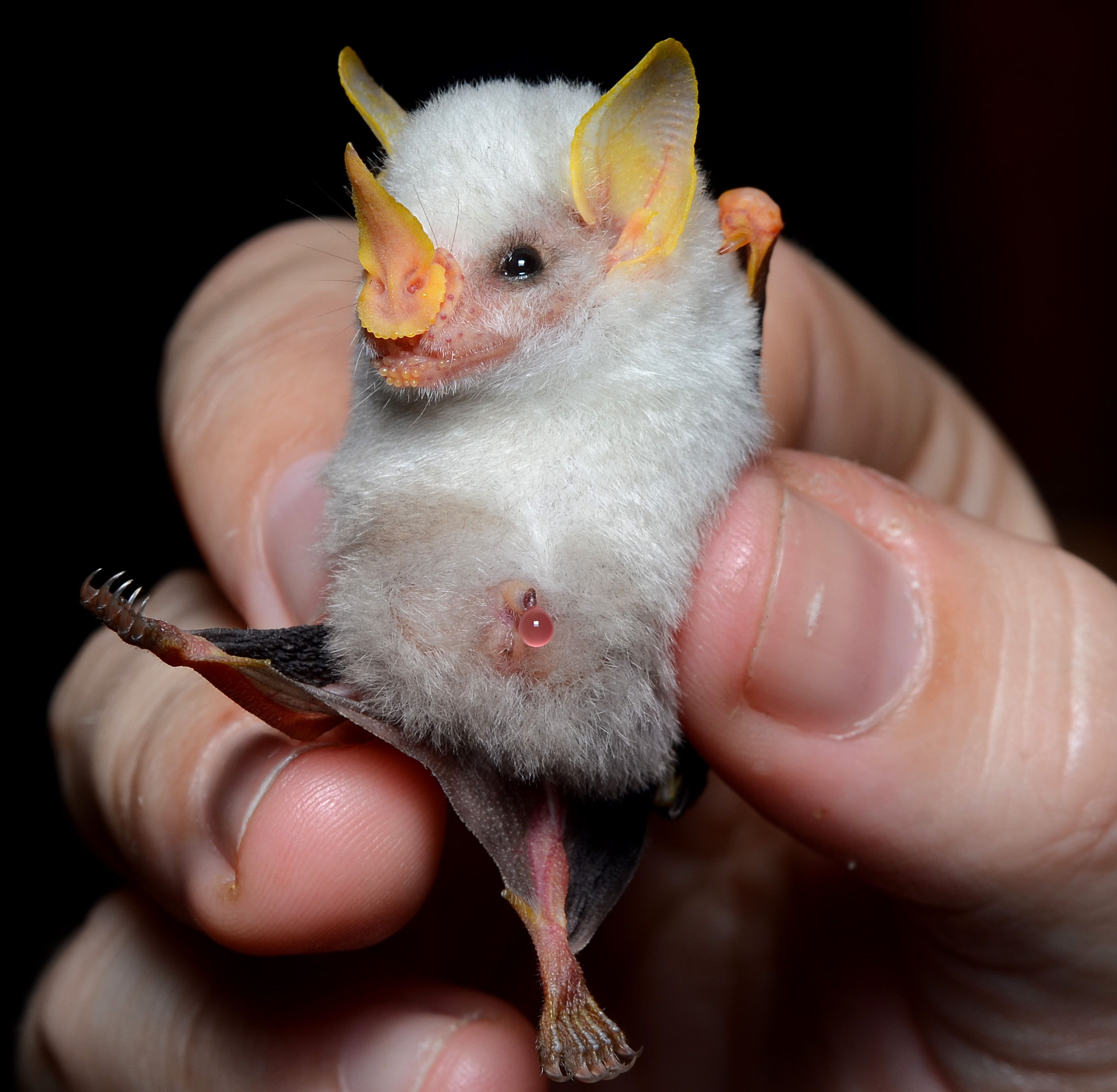
Egy Costa Ricában elfogott példány jól látható fehér szőrzettel és aranysárga fülekkel, illetve orrlevelekkel

A karibi fehér sátorgyártó denevérnek világos fehér bundája van, ahogy a neve és a sajátos jelzője is sugallja. A szőrzetben lévő egyes szőrszálak végei szürkék, a szürkés elszíneződés általában a denevér háta felé kifejezettebb. Ez a faj négy Diclidurus fajjal és a fakó álvámpírral (Macroderma gigas) együtt az egyetlen jelenleg ismert denevérfajok közé tartozik, ahol a medencecsont részén a szőrzet teljesen fehér. A nagy hártyás orrlevele, illetve a fülei aranysárga árnyalatú. Aranysárga pigmentációja, mely a füleken és az orron található a karotinoidok, különösen a xantofil nagy koncentrációjának köszönhető. Ez az első emlősfaj, aminek elég karotinoidja van a bőrében ahhoz, hogy feltűnő színt hozzon létre. A hondurasi fehér denevér szárnyhártyáin fekete membrán található.
Egy 2019-ben megállapították, hogy míg a fülek sárga pigmentjének fényessége nem változott szignifikánsan a felnőttek és a fiatalkorúak között, a fülek sárga színe (a fényességhez viszonyított színessége) az életkorral változott. Igy a kifejlett denevéreknek magasabb volt a sárga szín a fülükben, mint a fiatalokénak. Viszont az orrlevél sárgája azonban több variációt mutatott, hiszen a kifejlett hímek orrlevelei világosabb sárgák, mint a kifejlett nőstényeké; az egyik nemhez tartozó fiatal egyedek nem különböztek az orrlevél fényességében. A kifejlett hímek orrlevelei is lényegesen világosabbak voltak, mint a fiatal hímeké. A fülekhez hasonlóan az orrlevél sárga színe is nagyobb volt a felnőtteknél, mint a fiatal egyedeknél, bár nem különbözött a nemek között. A tudósok szerint a hím és nőstény orrleveleinek színkülönbsége szexuális dikromatizmusra utal, ami azt jelenti, hogy a nőstények válogathatnak a világosabb orrlevelű hímek közül. Ezt a következtetést az is alátámasztotta, hogy a világosabb sárga orrlevelű hímek általában jobb testalkatúak voltak. Így a nőstények az orrlevél színét használhatták a férfiak alkalmasságának mérőszámaként, mikor párt választanak. 
A hondurasi fehér denevér egy kis faj, feje és teste 37–47 mm, alkarja 27,8–29,3 mm, füle 10–15 mm. Az egyének súlya mindössze 5–6 g. A denevér orrlevele felálló, farka hiányzik, fülei nagyok és lekerekítettek. Összesen 28 fog található az egyedek szájában. A koponya hasonló az valódi hártyásorrú denevérek (Phyllostominae) alcsaládjába tartotó többi faj koponyájához.

## Életmódja

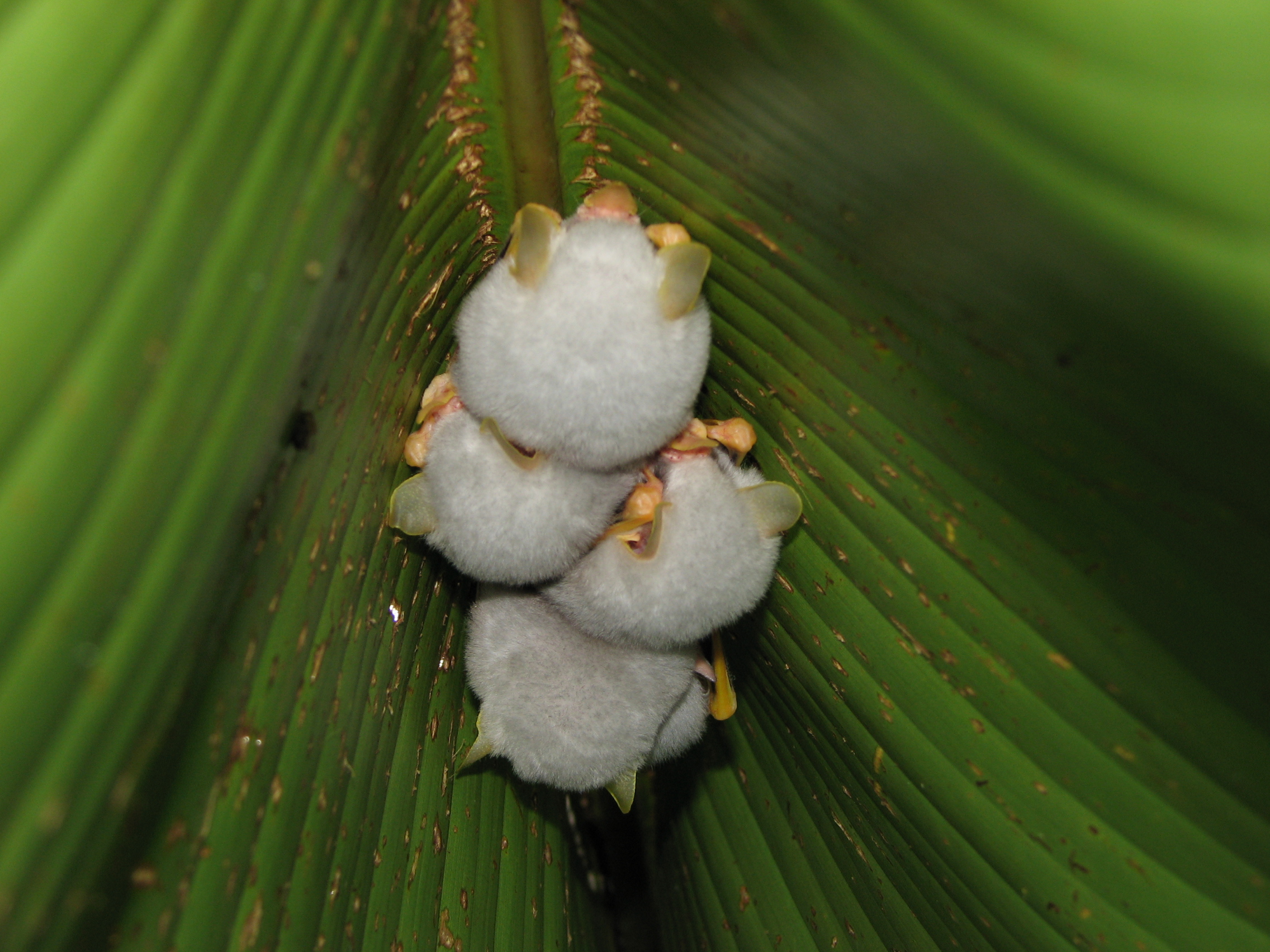
Karibi fehér sátorgyártó denevér kolónia egy levélből készült sátor alatt

### Sátorgyártás

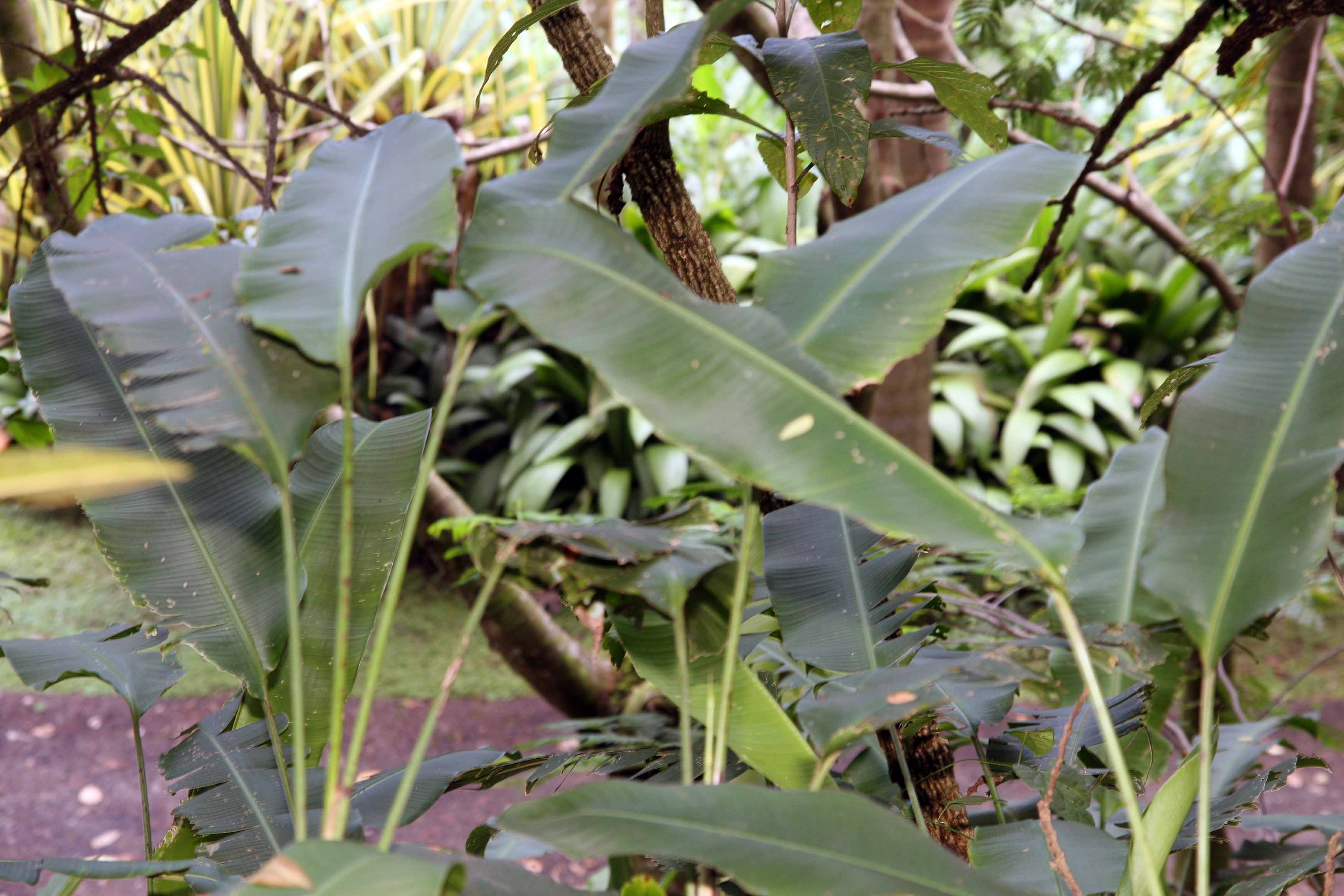
Heliconia latispatha levele: a faj legkedveltebb sátorkészítési helye

A faj másik nevére hagyatkozva ’’sátort’’ gyárt és abban is lakik. A karibi fehér sátorgyártó denevér egyike annak a körülbelül 22 ismert denevérfajnak, amelyek a levélből készült "sátrakban" tanyáznak. A hondurasi fehér denevér kiharapja a fogaival a rákollóvirág (Heliconia) nagy leveleiből kinyúló inait, amitől azok lehajlanak és sátrat alkotnak. A sátrakat valószínűleg több példány építi; nőstényeket figyeltek meg sátrat építeni, de valószínű, hogy a hímek is segítenek. Új sátrak épülnek egész évben, mivel a levelek sátrakká alakítása a levelek elhervadását és elhalását okozza. A Heliconia számos faját használják szállásadóként, köztük a H. imbricata, a H. latispatha, a H. pogonantha, a H. tortuosa és a H. sarapiquensis is. Ritkán zebralevél (Calathea) és Ischnosiphon növényeket alkalmaztak sátorként. A sátorrá alakítandó levelek kiválasztásakor úgy tűnik, hogy a denevéreknek a levél kora és mérete fontosabb, mint maga a növényfaj. Az előnyben részesített levelek 0,8–1,2 m hosszúak és 30 napnál fiatalabbak. 
Nagyon preferálják azokat a területeket, ahol alacsony az aljnövényzet, de magas a növényzet lombkorona sűrűsége. A lombkorona sűrűsége megvédi a sátort az időjárástól és segít az egyenletes mikroklímát fenntartani. A sátrak általában 23,3 °C hőmérsékletűek kis ingadozással. Az alacsony alulmaradási vegetációs sűrűség előnyös, hiszen letisztult légteret biztosít a denevérek számára, amikor ki- vagy berepülnek sátraikba. Bár sátraik jellemzően alacsonyan vannak a talajtól, a napfény átszűrődik a levélen, ami zöldes árnyalatot ad fehér szőrüknek. Ez szinte teljesen elrejti őket a ragadozó életmódot folytató állatoktól, ha mozdulatlanok maradnak. Számos természetes ellenségük van, köztük a csuklyásmajmok, a mókusmajmok, a kígyók, az oposszumok és a baglyok is.

### Élelemszerzés

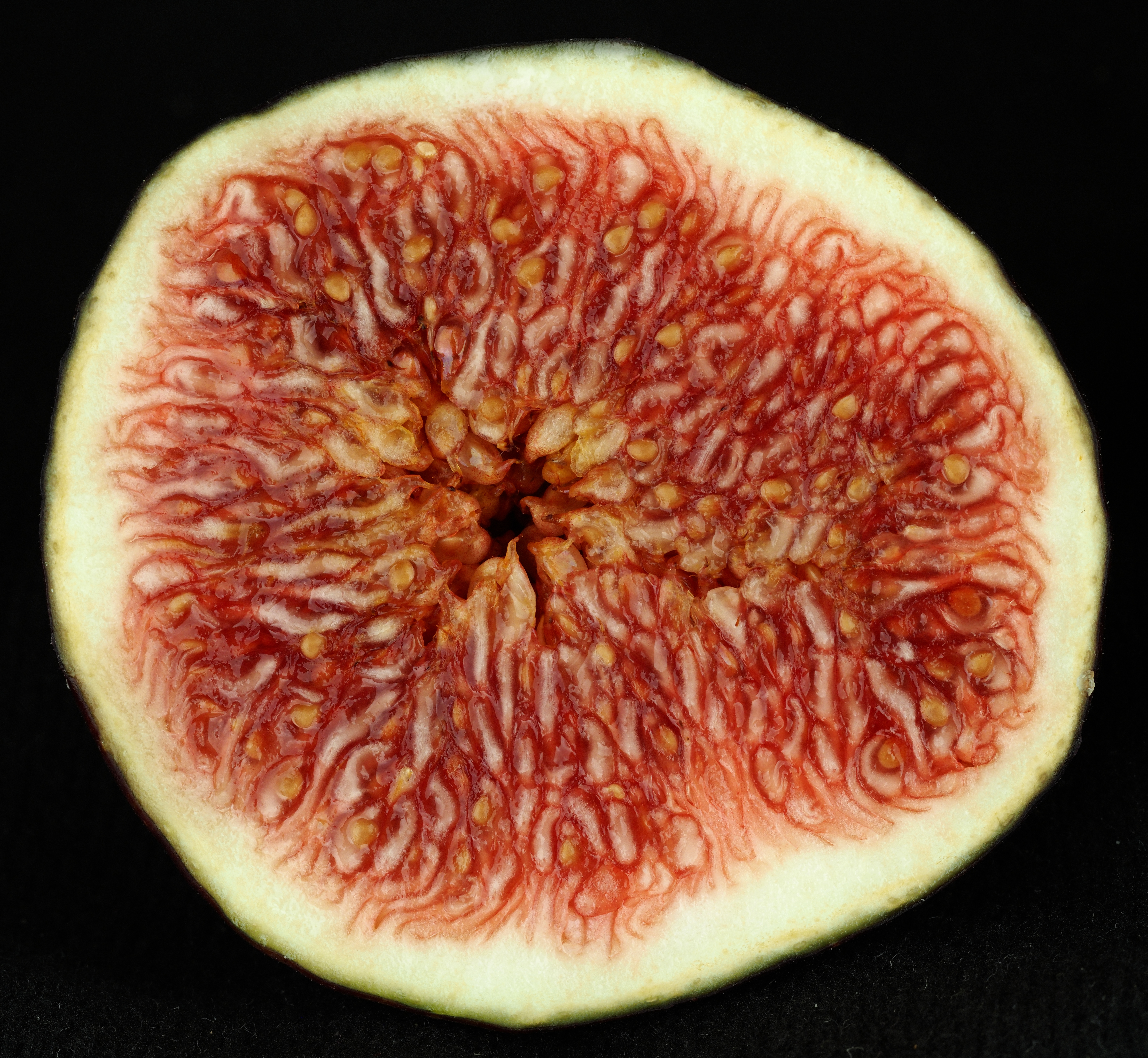
Egy Ficus gyümölcse: a hondurasi fehér denevérek kifejezett fügefajokkal táplálkoznak

A hondurasi fehér denevér kifejezetten csak gyümölcsöket eszik, ezért gyümölcsevőnek hívják. Egy fügefajra, a Ficus colubrinae-ra specializálódott. Időnként azonban más fügék gyümölcsét is fogyasztják, mint például a Ficus schippii. Olyan fügefát választ, amely a legközelebb áll a sátorhoz. Még nem világos, hogyan sikerül túlélnie egy ilyen szűk étrenden, mivel az előrejelzések szerint táplálékkiegészítőket is kell fogyasztania a túlélés érdekében.

### Szaporodás
Keveset tudunk a hondurasi fehér denevér szaporodási viselkedéseiről. Az egyedek általában áprilisban és szeptemberben szülnek, és az ivarzás az ellés után következik be. A vemhes nőstényeket februárban, márciusban, júniusban, júliusban és augusztusban dokumentáltak Costa Ricában, a szoptató nőstényeket pedig márciusban és áprilisban. A nőstények szinkronizáltan szülnek, azaz a kolóniában minden szülés ugyanazon a héten történik. A szoptatás ideje alatt az anyák éjszakánként akár hatszor is visszatérnek a sátorba, hogy megetessék ivadékaikat. A kölykök 3-4 hetes korukban tanulnak meg repülni anyjuk segítségével.

## Rendszertan és törzsfejlődés

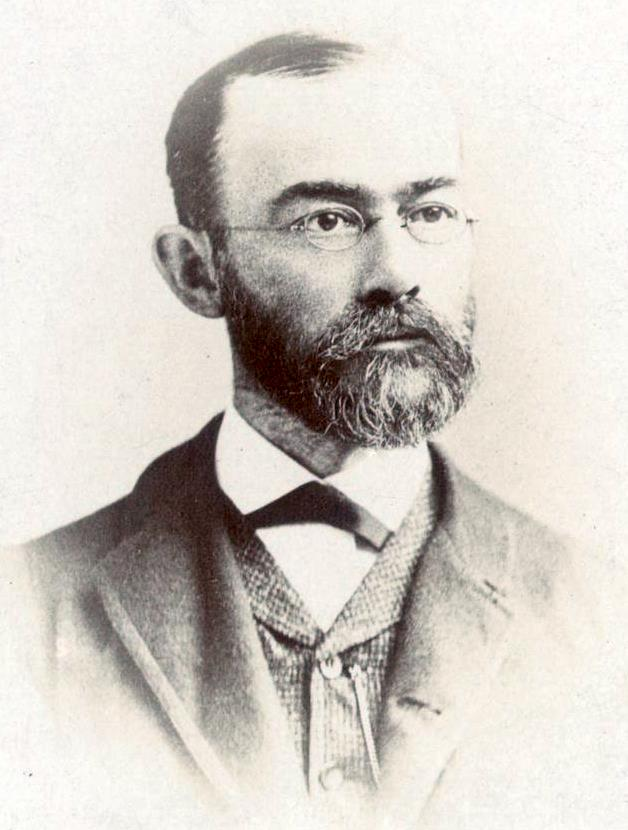
Harrison Allen amerikai zoológus az Ectophylla alba faj és az Ectophylla nem leírója

Harrison Allen amerikai zoológus 1892-ben írta le a hondurasi fehér denevért új fajként, Ectophylla alba néven. Allen által az új nem és faj leírására használt holotípust Charles Haskins Townsend gyűjtötte össze a Coco folyó közelében Hondurasban 1887-ben. A hártyásorrú denevérek (Phyllostomidae) családjába, ezen belül a gyümölcsevő denevérek (Stenodermatinae) alcsaládjába tartozik. A hondurasi fehér denevér az Ectophylla egyetlen tagja, ami azt jelenti, hogy egy monotipikus nem. A faj neve "alba" a latin "albus" szóból származik, ami "fehér"-et jelent.
|  | Ectophylla |
|  |            |
|  | Mesophylla |
|  |            |

|  | Vampyressa |
|  |            |
|  | Chiroderma |
|  |            |

|  | Ectophylla |
|  |            |
|  | Mesophylla |
|  |            |

|  | Vampyressa |
|  |            |
|  | Chiroderma |
|  |            |

## Konzerváció
Az IUCN jelenleg mérsékelten fenyegetettnek értékeli. A csökkenés nem haladja meg a 30%-os populációvesztést az elmúlt három nemzedékben (ennél a fajnál kb. 18 év), ami a sebezhető fajok csoportba való besorolást tenné lehetővé. Népességcsökkenésének okai közé tartozik az élőhely termőfölddé átalakítása, valamint a növekvő emberi populáció. Különösen érzékeny az élőhelye elvesztésére, mivel táplálékforrása szempontjából erősen ráspecializálódott egyetlen fügefajra. 

## Humán egészségügyi alkalmazások
2016-ban felfedezték, hogy a hondurasi fehér denevér karotinoidokat használ fülei és orrlevelei sárga elszíneződéséhez. Ez volt az első emlősfaj, amelyről dokumentáltak elég magas karotinoid-koncentrációt ahhoz, hogy látható bőrszínt eredményezzenek. A lutein, a sárga pigmentációért felelős karotinoid a bőrében észterezett formában, míg szabad formában a májban is jelen van. Ez arra utal, hogy a karibi fehér sátorgyártó denevérek olyan fiziológiai mechanizmussal rendelkeznek, amely a szabad luteint észterezett luteinné alakítja, amire az emberek nem képesek. A lutein fontos szerepet játszik a szemekben azáltal, hogy megakadályozza a retina károsodását; azt feltételezik, hogy ha az emberi szem szabad luteint észterezne, az hatékonyabb lenne a károsodás megelőzésében és a látás megőrzésében. Annak a folyamatnak a megértése, amellyel a hondurasi fehér denevérek a szabad luteint észterezett luteinné alakítják, segíthet annak megértésében, hogy a karotinoidok stabilitása és biológiai hozzáférhetősége milyen jótékony hatással van az emberi egészségre. A fajnak különösen kutatási alkalmazásai lehetnek az emberek makuladegenerációjának megértésére és kezelésére.

## A populáris kultúrában
- A Pokémon videojáték-sorozatban az egyik Woobat nevű lény tervezése az Ectophylla albára épül.
- A Sonic, a sündisznó videojáték-sorozatban Rouge karaktere egy nőstény denevér, akinek számos jellemzője megegyezik a hondurasi fehér denevérrel.

## Fordítás
- Ez a szócikk részben vagy egészben  a   Honduran white bat című angol Wikipédia-szócikk fordításán alapul.  Az eredeti cikk szerkesztőit annak laptörténete sorolja fel. Ez a jelzés csupán a megfogalmazás eredetét és a szerzői jogokat jelzi, nem szolgál a cikkben szereplő információk forrásmegjelöléseként.